# Larbi Naceri
Pour les articles homonymes, voir Naceri.
Larbi « Bibi » Naceri, né le 28 décembre 1958 à Paris, est un acteur et scénariste français. Il est le frère de l'acteur Samy Naceri.

## Biographie
Né de père algérien et de mère normande ; à 23 ans, il rencontre Serge Sándor qui lui fait découvrir le théâtre. Dès lors il décide de reprendre ses études. « Gamin en primaire, le type assis derrière son bureau sur l'estrade, j'avais l'impression qu'il me parlait en chinois. Je comprenais que dalle. » Contraint de reprendre tout à zéro, il obtient l'ESEU, diplôme lui donnant accès à l'université où il s'inscrit en lettres et histoire.
Passionné de la Révolution française, il écrit avec Serge Sándor une pièce de théâtre Not'bon Louis, dans laquelle Louis XVI imagine juste avant d'être guillotiné rétablir la monarchie et juger les principaux révolutionnaires.
En parallèle, son frère Samy Naceri qui a obtenu un succès d'estime pour sa prestation dans Raï lui demande d'écrire pour lui un rôle de voyou. Bibi écrira La Mentale dont le rôle de Driss s'inspire de sa propre vie.
Suivront d'autres succès qui passeront les 900 000 entrées au cinéma : Banlieue 13 qu'il écrit avec Luc Besson et dans lequel il interprète le rôle du méchant dealer, Go Fast écrit avec Jean-Marc Souvira. Il est aussi auteur de téléfilms, de romans policiers, ainsi que d'un essai Moi Bibi Nègre d'Éric Besson dans lequel il répond au Ministre de l'identité nationale.
Il réalise de nombreux clips musicaux ainsi que des courts métrages, avant d'adapter le livre de Karim Achoui, Un avocat à abattre, en 2014.
En juin 2017, il apparaît dans le clip du rappeur marseillais Sch Mac 11.
En 2017-2018, avec Serge Sándor, il travaille avec le collège Arsène Fié de St-Amand-en-Puisaye où les élèves de 3e réalisent ''Mariage en noir et blanc'', une pièce réalisée par eux-mêmes avec l'aide de ces deux encadrants et leurs professeurs.
En 2018, il réalise un long métrage Trace la route avec Serge Sándor et une cinquantaine d'acteurs amateurs de tous les âges à Nevers.

## Filmographie

### Comme scénariste au cinéma
- 2002 : Retour en ville
- 2002 : La Mentale
- 2004 : Banlieue 13
- 2008 : Go Fast
- 2008 : Jalousie
- 2010 : Le Baltringue

### Comme scénariste à la télévision
- 2005 : Seconde chance

### Comme acteur au cinéma
- 2002 : Retour en ville – Gilles
- 2002 : Nid de guêpes
- 2002 : Féroce – Ahmed
- 2002 : La Mentale – Rouquin
- 2004 : Banlieue 13 – Taha Ben Mahmoud
- 2008 : Par suite d'un arrêt de travail… – Aziz
- 2008 : Jalousie – Gérard
- 2008 : Go Fast – Le maître nageur

### Comme acteur à la télévision
- 2001 : L'aîné des Ferchaux
- 2009 : Aïcha de Yamina Benguigui
- 2011 : Aïcha, job à tout prix de Yamina Benguigui

## Publications
- Not' bon Louis (écrit dans le cadre du bicentenaire de la Révolution)
- À l’arrache (les éditions du Toucan 2008)
- Récidive (les éditions du Toucan (2010)
- Moi Bibi nègre d'Éric Besson (2010)
- Bacalahau (édition Don Quichotte 2014)